# Milt Jackson

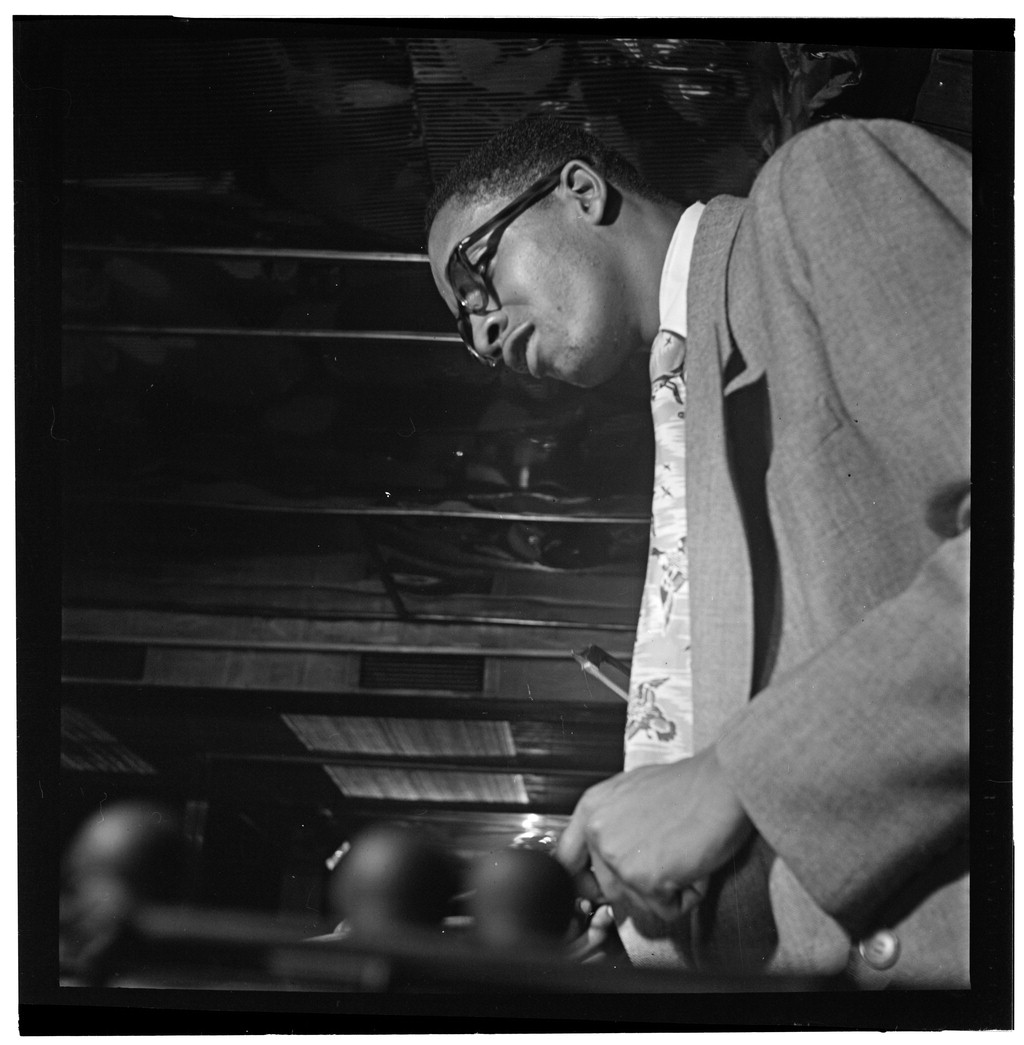
Milt Jackson, Fotografie von William P. Gottlieb, New York, um 1947

Milton „Milt“ Jackson (* 1. Januar 1923 in Detroit, Michigan; † 9. Oktober 1999 in New York City, New York) war ein US-amerikanischer Vibraphonist und gilt als eine der wichtigsten Persönlichkeiten des Modern Jazz.

## Leben
Jackson sang zunächst um 1930 Gospel im Duett mit seinem älteren Bruder Alvin Jackson. Er absolvierte die Miller High School in Chicago und spielte dort Klavier, außerdem Violine und Pauke im Schulorchester, trommelte in der Marching Band, war Gitarrist im Schultanzorchester und sang zudem im Gospel-Chor. 1939 wurde er durch einen Lehrer auf das Vibraphon aufmerksam gemacht und entwickelte auf dem Instrument einen eigenen, recht warmen Klang. Dann studierte er Musik am Michigan State College. Er kam durch Dizzy Gillespie, der ihn 1944 bei einer Jamsession entdeckt hatte und im Jahre 1946 in sein Sextett aufnahm, nach New York. Er sammelte schnell Erfahrungen in der Zusammenarbeit mit den wichtigsten Persönlichkeiten des Jazz in jener Zeit, darunter Dinah Washington, Lucky Thompson, Howard McGhee, Coleman Hawkins, Charlie Parker und Thelonious Monk. Es war vor allem sein Spiel bei der legendären Blue-Note-Session vom 8. Juli 1948, veröffentlicht unter dem Titel Genius of Modern Music, wo er mit Monk Titel wie „I Should Care“, „Evidence“, „Misterioso“, „Epistrophy“ und „I Mean You“ einspielte, die später als Klassiker angesehen wurden und ihn berühmt machten.
Von 1949 bis 1950 spielte Jackson bei Woody Herman und wirkte anschließend wieder bei Gillespie in dessen Dizzy Gillespie Big Band. Die damalige Rhythmusgruppe des Orchesters bildeten er, John Lewis, Percy Heath und Kenny Clarke. Aus dieser Gruppe entstand zunächst das Milt Jackson Quartet (allerdings mit dem Bassisten Ray Brown), aus dem sich dann 1952 als kooperative Band das Modern Jazz Quartet entwickelte. Ihm gehörte Jackson bis zu seiner Auflösung 1974 und nach seiner Neugründung (1981 bis 1993) an. Legendär war auch seine Mitwirkung an dem Konzert im Dezember 1954 mit Thelonious Monk und Miles Davis, das auf den Davis-Platten Bags Groove und Miles Davis and the Modern Jazz Giants veröffentlicht wurde. 1955 entstand in All Star-Besetzung das Prestige-Album Miles Davis and Milt Jackson Quintet/Sextet mit Jackie McLean und Ray Bryant. 1956 wirkte er bei Quincy Jones’ Debütalbum This Is How I Feel About Jazz mit.
1957 wurde er Dozent an der Lenox School of Jazz und wirkte bei John Lewis’ Filmmusik zu Wenig Chancen für morgen (1959) mit. Er ist auch auf Platten von B. B. King und Ray Charles zu hören.
Zwischen 1975 und 1985 hat Jackson für Pablo Records Platten mit Gillespie oder Oscar Peterson, aber auch „Jackson, Johnson, Brown & Company“ (mit J. J. Johnson, Ray Brown sowie Pianist Tom Ranier, Gitarrist John Collins und Drummer Roy McCurdy, 1983) aufgenommen.

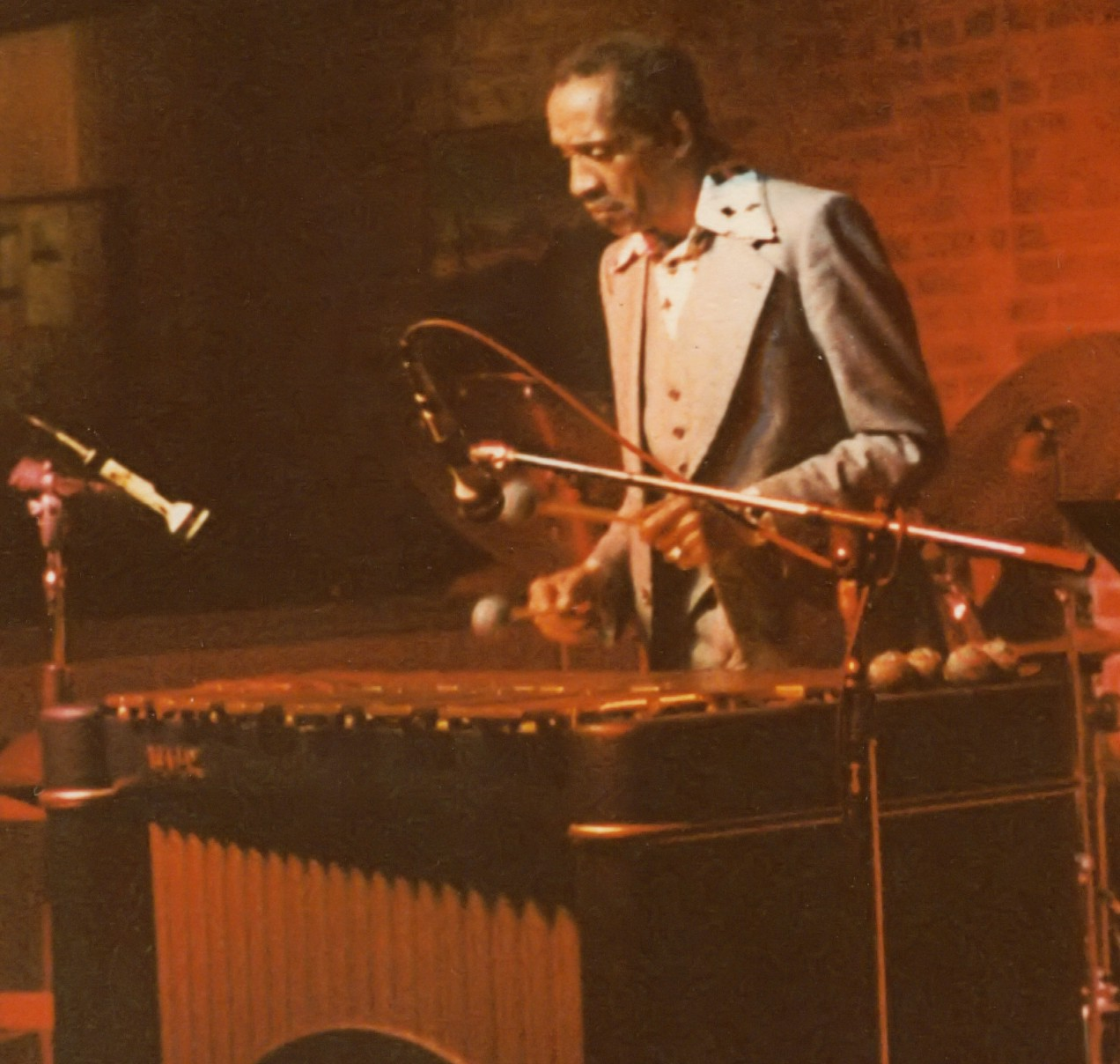
Milt Jackson im Parnell’s Jazz Club, Seattle, WA, etwa 1980

## Werk
Jackson war der erste Vibraphonist im Bebop und ist lange einer der führenden Instrumentalisten auf diesem Instrument im Modernen Jazz geblieben. Sein Können zeigt sich bei der souveränen melodischen Beherrschung komplexer Akkorddurchgänge.
Seine 1952 verfasste Komposition Bags’ Groove („Bags“ war sein Spitzname wegen seiner etwas herabhängenden Backen) ist zu einem Jazzstandard geworden. Milt Jacksons 1952 erschienenes Album Wizard of the Vibes (mit Thelonious Monk am Piano) war die erste 20-cm-LP des Labels Blue Note Records.

### Auswahldiskographie
- Wizard of the Vibes (Blue Note, 1948–52) mit Thelonious Monk, John Lewis, Percy Heath
- Plenty, Plenty Soul (Atlantic, 1957) mit Frank Foster, Cannonball Adderley, Sahib Shihab, Joe Newman, Horace Silver, Percy Heath, Oscar Pettiford, Art Blakey, Connie Kay u. a.
- Bags & Trane (Atlantic, 1959) mit John Coltrane, Hank Jones, Paul Chambers, Conny Kay
- Bags Meets Wes (OJC, 1961) mit Wes Montgomery, Wynton Kelly
- Milt Jackson & Count Basie & The Big Band Volume 1 & 2 (OJC, 1978)
- Ain’t But a Few of Us Left (Pablo, 1981) mit Oscar Peterson, Grady Tate, Ray Brown
- It Don’t Mean A Thing If You Can’t Tap Your Foot To It (OJC, 1984) mit Cedar Walton, Ray Brown
- Explosive! (Qwest/Warner, 1993)